# Meo Patacca (maschera)
Meo Patacca è una maschera romanesca della commedia dell'arte.

## Origine del nome
Il nome di Meo Patacca proviene dalla moneta che costituiva la paga dei soldati, la “patacca”. Il personaggio compare per la prima volta nel '600 in un poema di Giuseppe Berneri, dove raffigura un soldato coraggioso che non si tira mai indietro. Usa spesso il bastone.

## Personaggio di Meo Patacca
Meo Patacca è la maschera che, insieme a Rugantino, rappresenta la città di Roma nella commedia dell’arte. Personaggio originario del noto quartiere romano di Trastevere, è un vero attaccabrighe: sempre pronto a battersi, provoca tafferugli e risse, ma lo fa in modo simpatico. Spavaldo e coraggioso, spiritoso e impertinente, ma dal cuore tenero, racconta spacconate e vuole sempre avere ragione.
Indossa una giacca di velluto, un panciotto allacciato nella parte laterale, come cintura usa una sciarpa colorata, nella quale è nascosto un pugnale. Il fazzoletto legato al collo, in testa un berretto calzato all’indietro (o una retina nella quale raccoglie i capelli che lasciano sporgere un caratteristico ciuffo). I pantaloni sono stretti al ginocchio e le scarpe hanno fibbie di acciaio. Viene spesso raffigurato intento a bere da un fiasco di vino.
Nel Settecento, dopo un periodo di declino della sua notorietà dovuto alla censura, Meo Patacca riacquistò la popolarità nell'Ottocento, grazie a due attori che vestirono i suoi panni, Annibale Sansoni e Filippo Tacconi detto "il Gobbo". Tacconi, oltre che attore, fu anche autore di testi satirici, carichi di sferzante ironia, che gli causò parecchi guai con i rappresentanti della Chiesa.